# 学海类编
《学海类编》，无卷数，旧本题国朝曹溶编。为清代汉族大型丛书。

## 谱书介绍
《学海类篇》属于大型丛书，依四部分类法，全书分为经翼、史参、子类、集余四类，其中史类中有部分介绍古琴的资料，其中包括琴言十则、叙斫琴名手、右手弹弦、左手弹弦等指法类资料。